# Alfred Ducat
Pour les articles homonymes, voir Ducat (homonymie).
Alfred Ducat est un architecte franc-comtois né à Besançon (Doubs) le 27 avril 1827 et mort dans la même ville le 19 mars 1898.

## Biographie
Alfred Ducat est né le 27 avril 1827 à Besançon, où son père était chapelier. Après des études au lycée principal de Besançon, il entre aux beaux-arts en 1847, mais ses études furent interrompues à cause de la Révolution de 1848.
Il rencontre et travaille alors avec l’architecte Alphonse Delacroix. En 1855, Alfred Ducat est nommé architecte départemental, puis il devient architecte de l’État, et enseigne l’architecture ainsi que le dessin à l'école des beaux-arts et à la faculté de Besançon et fut nommé conservateur du musée archéologique de la ville en 1879. Il est élu à l'Académie des sciences, belles-lettres et arts de Besançon et de Franche-Comté en 1873 et en devient par la suite le président puis, en 1893, il devient en même temps le président de la Société d'émulation du Doubs.
Il mourut le 19 mars 1898 à Besançon. Une rue du quartier de Saint-Ferjeux porte son nom.

## Quelques œuvres
- L'ancienne gare Viotte (de 1855), à Besançon.
- La gare de Dole-Ville.
- La gare de Besançon-la Mouillère.
- La gare d'Auxonne.
- Notre-Dame de Mont-Roland de Dole.
- La basilique Saint-Ferjeux (de 1884 à 1898), à Besançon.
- La restauration de plusieurs églises : Avrigney-Virey, Saint-Maurice à Salins et à Bouverans ainsi que de plusieurs châteaux : celui de Cléron, Bersaillin et du Deschaux.
- Les plans du grand hôtel des Bains, à Besançon-les-Bains.
- Le monastère des Clarisses de Besançon.
- Le monastère des Carmélites de Besançon.
- Aménagement du square Castan, à Besançon.